# 作業主任者
作業主任者（さぎょうしゅにんしゃ、英語: operations chief）とは、労働安全衛生法とその関連法令により定められた労働災害防止のための制度である。また、主任者となるための技能講習を修了した者や免許を受けた者すなわち資格取得者のこと、あるいは資格そのものを指すこともある。
- 労働安全衛生法については、以下では条数のみ記す。

## 概要
事業者は、高圧室内作業その他の労働災害を防止するための管理を必要とするもので政令で定めるものについて、作業主任者を選任しなければならない（第14条）。作業主任者は、作業に従事する労働者の指揮のほか、機械・安全装置の点検、器具・工具等の使用状況の監視等の職務を行う。「労働災害を防止するための管理を必要とするもので政令で定めるもの」は、施行令第6条1～23号に列記されている。
事業者は、作業主任者を選任したときは、当該作業主任者の氏名及びその者に行わせる事項を作業場の見やすい箇所に掲示する等して、関係労働者に周知させなければならない（規則第18条）。作業を同一の場所で行なう場合において、当該作業に係る作業主任者を2人以上選任したときは、それぞれの作業主任者の職務の分担を定めなければならない（規則第17条）。労働安全衛生法に定める他の安全衛生管理体制とは異なり、14日以内の選任義務や、所轄労働基準監督署長への報告書提出義務はない。
事業者から作業主任者に選任されるためには、当該業務に関連する定められた都道府県労働局長の免許を所持するか、又は都道府県労働局長等が行う技能講習を修了していなければならない。作業主任者の資格が免許によるものか技能講習によるものかは、労働安全衛生規則別表第一の区分に従う（規則第16条）。
作業主任者を選任しない事業者（法人、個人事業者、法人の代表者又は法人若しくは個人事業者の代理人、使用人その他の従業者）は、6ヶ月以下の懲役または50万円以下の罰金に処せられる（第119条）。

## 免許取得を要するもの
- 高圧室内作業主任者
- ガス溶接作業主任者
- 林業架線作業主任者
- ボイラー取扱作業主任者
  - 伝熱面積500m2以上:特級ボイラー技士免許
  - 伝熱面積25m2以上500m2未満:特級ボイラー技士免許又は一級ボイラー技士免許
  - 伝熱面積25m2未満:特級ボイラー技士免許、一級ボイラー技士免許又は二級ボイラー技士免許
  - ※伝熱面積の算定については、貫流ボイラーは10分の1換算、廃熱ボイラーは2分の1換算とするほか、安全停止自動制御装置の有無などにより特例あり。
- エックス線作業主任者
- ガンマ線透過写真撮影作業主任者

## 免許取得又は技能講習修了を要するもの
- ボイラー取扱作業主任者
  - 小規模ボイラー:特級ボイラー技士免許、一級ボイラー技士免許、二級ボイラー技士免許又はボイラー取扱技能講習修了
- 第一種圧力容器取扱作業主任者
  - 普通第一種圧力容器:特級ボイラー技士免許、一級ボイラー技士免許、二級ボイラー技士免許、化学設備関係第一種圧力容器取扱作業主任者技能講習修了又は普通第一種圧力容器取扱作業主任者技能講習修了
  - 特定第一種圧力容器:
    - 化学設備以外:特級ボイラー技士免許 、一級ボイラー技士免許、二級ボイラー技士免許又は普通第一種圧力容器取扱作業主任者技能講習修了
    - 化学設備を含む:特定第一種圧力容器取扱作業主任者免許又は化学設備関係第一種圧力容器取扱作業主任者技能講習修了

## 技能講習修了を要するもの
- 木材加工用機械作業主任者
- プレス機械作業主任者
- 乾燥設備作業主任者
- コンクリート破砕器作業主任者
- 地山の掘削作業主任者

地山の掘削及び土止め支保工作業主任者技能講習修了
- 土止め支保工作業主任者

地山の掘削及び土止め支保工作業主任者技能講習修了
- ずい道等の掘削等作業主任者
- ずい道等の覆工作業主任者
- 採石のための掘削作業主任者
- はい作業主任者
- 船内荷役作業主任者
- 型枠支保工の組立て等作業主任者
- 足場の組立て等作業主任者
- 建築物等の鉄骨の組立て等作業主任者
- 鋼橋架設等作業主任者
- 木造建築物の組立て等作業主任者
- コンクリート造の工作物の解体等作業主任者
- コンクリート橋架設等作業主任者
- 第一種圧力容器取扱作業主任者
  - 化学設備関係第一種圧力容器:化学設備関係第一種圧力容器取扱作業主任者技能講習修了
- 特定化学物質作業主任者

特定化学物質及び四アルキル鉛等作業主任者技能講習修了
- 鉛作業主任者
- 四アルキル鉛等作業主任者

特定化学物質及び四アルキル鉛等作業主任者技能講習修了
- 酸素欠乏危険作業主任者
  - 酸素欠乏症のおそれのある場所:酸素欠乏危険作業主任者技能講習修了又は酸素欠乏・硫化水素危険作業主任者技能講習修了
  - 酸素欠乏症及び硫化水素中毒のおそれのある場所:酸素欠乏・硫化水素危険作業主任者技能講習修了
- 有機溶剤作業主任者
- 石綿作業主任者
- 金属アーク溶接等作業主任者

## 備考
- ボイラー、第一種圧力容器、酸素欠乏等については、作業規模により必要とされる免許や技能講習が細分化されており、それぞれの免許や技能講習の制度の名称は区別されるが、それらの資格を得て作業主任者に選任された場合の法的名称は細分化されない。（例：技能講習の名称としては普通第一種圧力容器取扱作業主任者技能講習と化学設備関係第一種圧力容器取扱作業主任者技能講習が存在するが、作業主任者に選任された際の職務上の法的呼称はどちらの場合も単に「第一種圧力容器取扱作業主任者」となる。）
- 従来、石綿の取扱いは「特定化学物質等作業主任者」が行うこととされてきたが、中皮腫など石綿による障害が問題となってきたため、2005年7月1日以降は石綿の取扱いのうち建築物の解体等については「石綿作業主任者」を選任するように改められた。ただし、作業主任者の枠としては特定化学物質等作業主任者から分離されたものの、石綿作業主任者に選任されるための専用の技能講習の制度化は間に合わなかったため「特定化学物質等作業主任者技能講習」に含有されたままの形であり、特定化学物質等作業主任者となる資格を有する者がそのまま石綿作業主任者に移行選任できるような措置がとられた。改正法令の施行により2006年4月から石綿作業主任者技能講習が独立して制度化された。
- 改正法令の施行により、2006年4月1日に次の作業主任者技能講習が廃止又は統合された。ただし、統合されたのは技能講習のみであり、作業主任者は（一部名称変更となるものはあるが）そのまま別個に存続となっている。
  - ボイラー据付け工事作業主任者技能講習→廃止
  - 地山の掘削作業主任者技能講習＋土止め支保工作業主任者技能講習→地山の掘削及び土止め支保工作業主任者技能講習
  - 特定化学物質等作業主任者技能講習＋四アルキル鉛等作業主任者技能講習→特定化学物質及び四アルキル鉛等作業主任者技能講習